# Стрельчик, Антон Николаевич
Антон Николаевич Стрельчик (укр. Антон Миколайович Стрельчик; род. 4 марта 1992 года, Полтава, Украина) — украинский голболист. Серебряный призёр летних Паралимпийских игр 2024 года в Париже.

## Биография

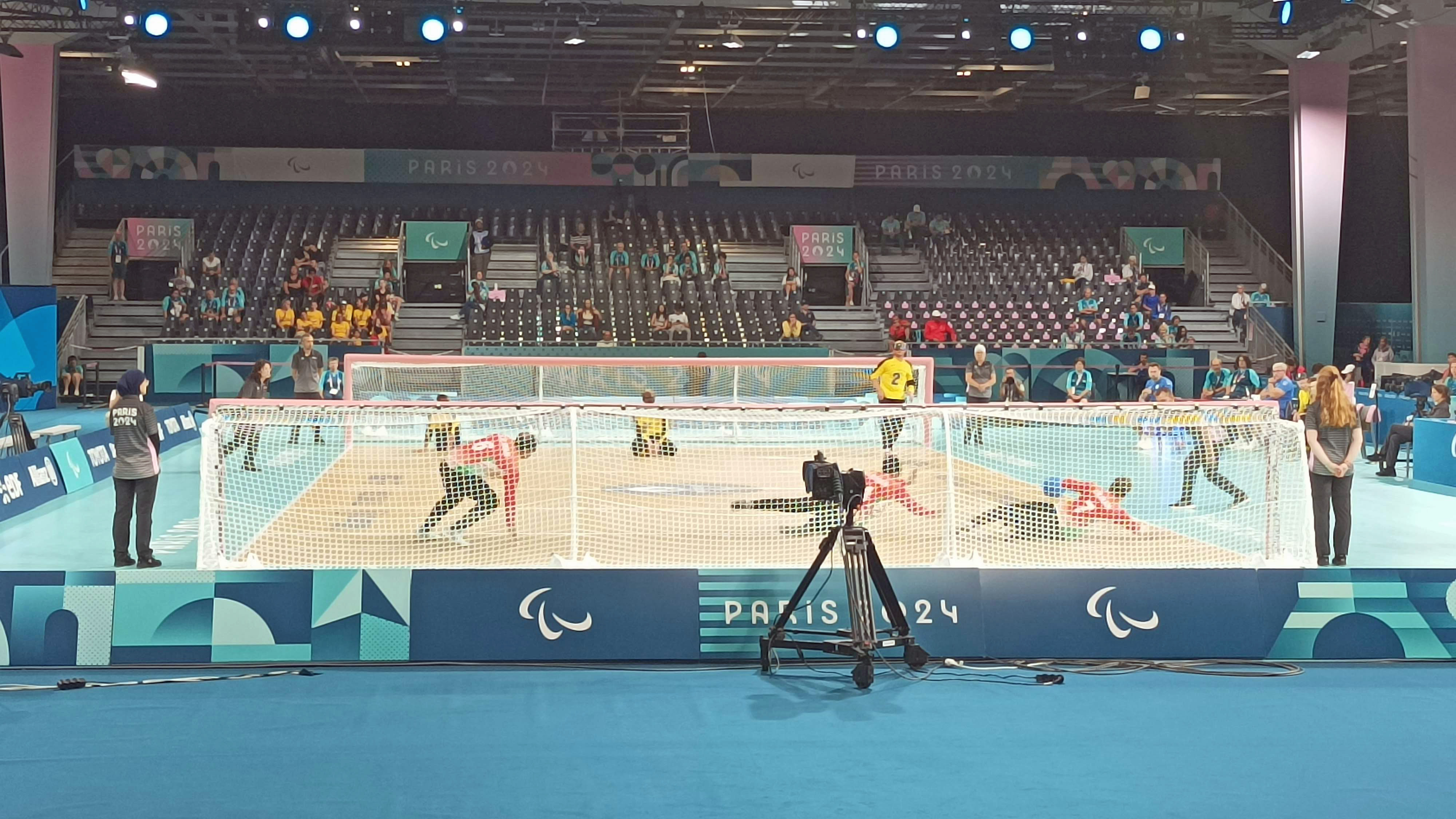
Четвертьфинал Паралимпиады-2024. Украина — Иран. Стрельчик — в жёлтой футболке с номером 2.

В составе сборной Украины по голболу завоевал золото группы B чемпионатов Европы 2016, 2018, серебро чемпионатов Европы 2019 и 2021 годов, золото чемпионата Европы 2023 года. Участвовал на летних Паралимпийских играх 2020 в Токио, где команда выбыла в четвертьфинале, проиграв США со счётом 4:5. В 2022 году в составе сборной стал бронзовым призёром чемпионата мира в Матозиньюше (Португалия).
В 2024 году сборная Украины приняла участие на летних Паралимпийских играх 2024 в Париже в следующем составе: Родион Жигалин, Василий Олейник, Фёдор Сидоренко, Антон Стрельчик, Александр Топорков, Евгений Цыганенко. На предварительном этапе команда заняла второе место в группе, обыграв Египет (6:3) и Японию (9:8) и уступив первое место в группе Китаю (1:6). В четвертьфинале победили Иран (6:3), в полуфинале — Бразилию (6:4). В финале вновь встретились с командой Японии, на этот раз уступили ей со счётом 3:4 и завоевали серебряные медали Паралимпиады. Эти медали стали первыми в голболе в истории участия Украины на Паралимпийских играх.

## Награды
- Орден «За заслуги» ІІІ степени (18 сентября 2024 года)[2]